# Randudongkal (onderdistrict)
Randudongkal is een onderdistrict (kecamatan) in het regentschap Pemalang in de Indonesische provincie Midden-Java op Java, Indonesië.

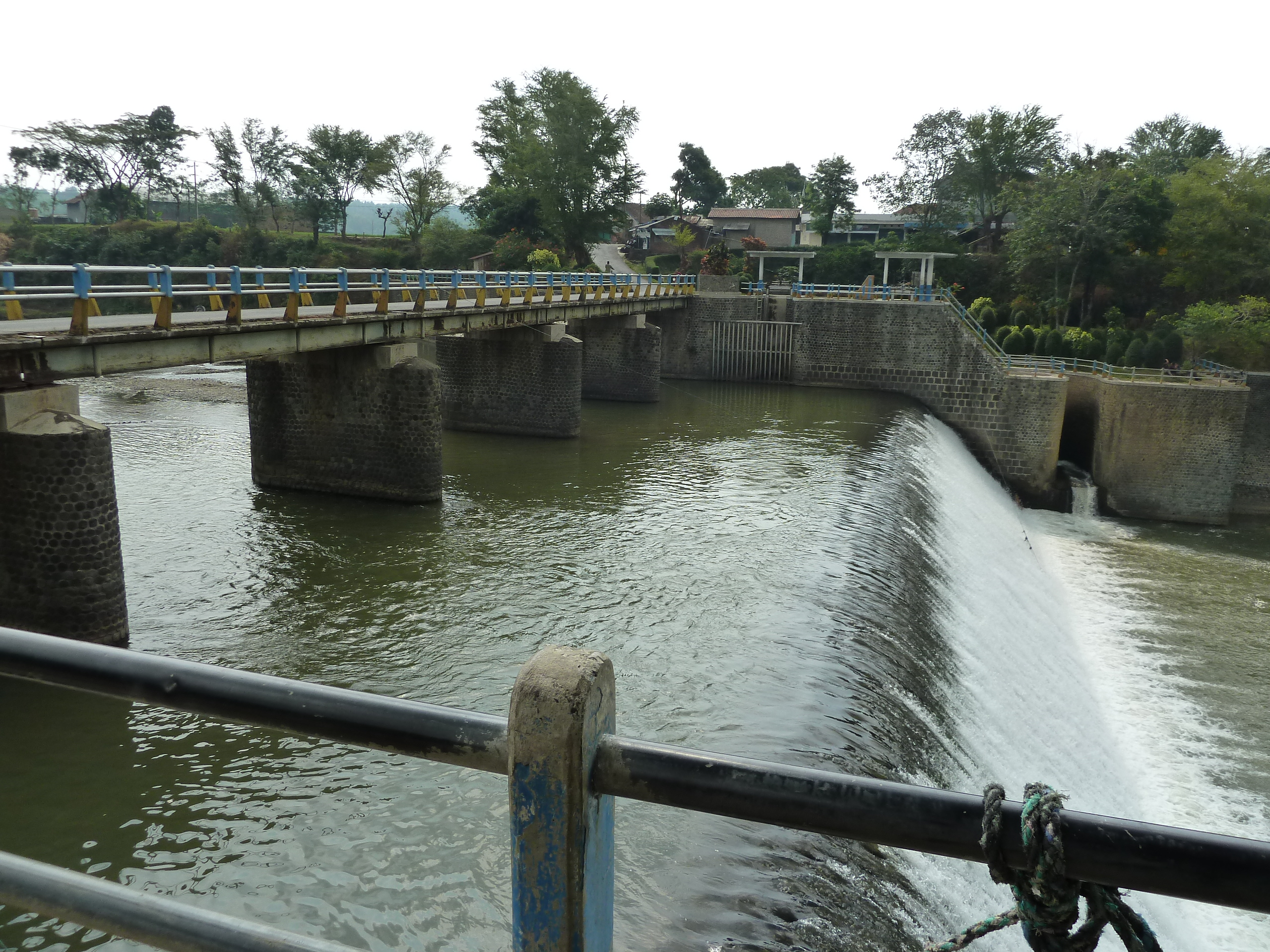
Nambo Randudongkal Dam in de rivier Comal in het regentschap Pemalang.

## Verdere onderverdeling
Het onderdistrict Randudongkal is anno 2010 verdeeld in 18 kelurahan, plaatsen en dorpen:
| Plaats code | Naam kelurahan, plaatsen en dorpen | Inwoners in 2010 |
| ----------- | ---------------------------------- | ---------------- |
| 001         | Kecepit                            | 2.094            |
| 002         | Gembyang                           | 3.318            |
| 003         | Mejagong                           | 2.822            |
| 004         | Penusupan                          | 2.080            |
| 005         | Banjaranyar                        | 3.458            |
| 006         | Randudongkal                       | 19.949           |
| 007         | Karangmoncol                       | 7.302            |
| 008         | Semingkir                          | 8.677            |
| 009         | Semaya                             | 3.156            |
| 010         | Tanahbaya                          | 5.131            |
| 011         | Lodaya                             | 2.090            |
| 012         | Rembul                             | 3.045            |
| 013         | Kreyo                              | 5.569            |
| 014         | Kalimas                            | 6.602            |
| 015         | Mangli                             | 4.309            |
| 016         | Kalitorong                         | 4.303            |
| 017         | Kejene                             | 9.246            |
| 018         | Gongseng                           | 1.515            |